# HNLMS Van Amstel (F831)
Le HNLMS Van Amstel (F831) (en néerlandais : Zr. Ms. Van Amstel) est une frégate de la classe Karel Doorman en service dans la marine royale néerlandaise.
Construit par le chantier naval Damen Schelde Naval Shipbuilding de Flessingue, le navire porte le nom du capitaine néerlandais Jan van Amstel.

## Historique
En 1995, le navire participe à l'intervention après l'ouragan Luis sur l'île de Saint-Martin dans les Antilles néerlandaises.
Le navire est déployé dans une force multinationale dans la mer d'Oman en 2001-2002 dans le cadre de l'opération Enduring Freedom.
En septembre 2005, le navire contribue à la réponse néerlandaise à l'ouragan Katrina en envoyant ses marins à terre dans le sud du Mississippi pour distribuer des fournitures d'aide aux victimes de l'ouragan en collaboration avec les marines mexicains, les marins de l'US Navy et les Marines américains,.
Le 11 mai 2012, le Van Amstel appréhende 11 pirates somaliens après le rapport de son hélicoptère Lynx faisant état d'un navire de pêche suspect remorquant deux skiffs, à 740 km au large des côtes somaliennes. Lorsque l'équipe d'arraisonnement du navire s'est approchée du boutre, l'équipe trouve à bord 11 pirates présumés d'origine somalienne et un total de 17 otages. Après avoir embarqués les suspects à bord du Van Amstel, l'équipe d'arraisonnement découvrent des preuves significatives reliant les 11 hommes à une attaque armée contre le pétrolier Super Lady quelques jours auparavant. Les 17 otages (pêcheurs iraniens) sont libérés.
En 2016, le Van Amstel rejoint le Standing NATO Maritime Group 2 (SNMG2).
En avril 2017, le Van Amstel saisit près de 700 kg de cocaïne à la suite de deux saisies de drogue distinctes dans les eaux situées entre Curaçao et la Colombie.
Du 26 juin au 6 juillet 2018, le Van Amstel participe à l'exercice « Dynamic Mongoose 2018 » avec des unités d'autres pays.
En mai 2022, le Van Amstel participe à l'exercice « Mjølner » au large de l'île d'Andøy, en Norvège.
Le 9 octobre 2022, les Van Amstel et De Zeven Provinciën sont déployés pour mener des exercices avec le porte-avions USS Gerald R. Ford.
Construites dans les années 1990, les frégates de classe Karel Doorman sont vieillissantes. Dans le cadre d'un accord inter-gouvernemental avec les Pays-Bas, il est prévu de les remplacer par deux frégates de guerre anti-sous-marine. Les Pays-Bas sont chargés du projet et la mise en service est prévue pour 2029. 
Le projet porte le nom d'Anti-Submarine Warfare Frigate (en). Le premier bateau devrait être livré en 2029 pour les Pays-Bas et 2030 pour la Belgique.